# 8.ª etapa del Tour de Francia 2020
La 8.ª etapa del Tour de Francia 2020 tuvo lugar el 5 de septiembre de 2020 entre Cazères y Loudenvielle sobre un recorrido de 141 km y fue ganada por el francés Nans Peters del equipo AG2R La Mondiale. El británico Adam Yates logró, un día más, mantener el maillot amarillo.

## Clasificación de la etapa
| \| Clasificación de la etapa \| Clasificación de la etapa \| Clasificación de la etapa \| Clasificación de la etapa \| Clasificación de la etapa \| \| Ciclista \| Ciclista \| Equipo \| Tiempo \| \| \| ------------------------- \| ------------------------- \| -------------------------------- \| ------------------------- \| ------------------------- \| \| 1.º \| Nans Peters \| AG2R La Mondiale \| 4 h 02 min 12 s \| \| \| 2.º \| Toms Skujiņš \| Trek-Segafredo \| + 47 s \| \| \| 3.º \| Carlos Verona \| Movistar Team \| + 47 s \| \| \| 4.º \| Ilnur Zakarin \| CCC Team \| + 1 min 09 s \| \| \| 5.º \| Neilson Powless \| EF Pro Cycling \| + 1 min 41 s \| \| \| 6.º \| Ben Hermans \| Israel Start-Up Nation \| + 3 min 42 s \| \| \| 7.º \| Quentin Pacher \| B&B Hotels-Vital Concept p/b KTM \| + 3 min 42 s \| \| \| 8.º \| Søren Kragh Andersen \| Team Sunweb \| + 4 min 04 s \| \| \| 9.º \| Tadej Pogačar \| UAE Team Emirates \| + 6 min 00 s \| \| \| 10.º \| Romain Bardet \| AG2R La Mondiale \| + 6 min 38 s \| \| |                      |                                  |                 |
| |                      |                                  |                 |
| Fuente: ProCyclingStats |                      |                                  |                 |
| Clasificación de la etapa |                      |                                  |                 |
| Ciclista | Ciclista             | Equipo                           | Tiempo          |
| 1.º | Nans Peters          | AG2R La Mondiale                 | 4 h 02 min 12 s |
| 2.º | Toms Skujiņš         | Trek-Segafredo                   | + 47 s          |
| 3.º | Carlos Verona        | Movistar Team                    | + 47 s          |
| 4.º | Ilnur Zakarin        | CCC Team                         | + 1 min 09 s    |
| 5.º | Neilson Powless      | EF Pro Cycling                   | + 1 min 41 s    |
| 6.º | Ben Hermans          | Israel Start-Up Nation           | + 3 min 42 s    |
| 7.º | Quentin Pacher       | B&B Hotels-Vital Concept p/b KTM | + 3 min 42 s    |
| 8.º | Søren Kragh Andersen | Team Sunweb                      | + 4 min 04 s    |
| 9.º | Tadej Pogačar        | UAE Team Emirates                | + 6 min 00 s    |
| 10.º | Romain Bardet        | AG2R La Mondiale                 | + 6 min 38 s    |

## Clasificaciones al final de la etapa

### Clasificación general(Maillot Jaune)
| \| Clasificación general \| Clasificación general \| Clasificación general \| Clasificación general \| Clasificación general \| \| Ciclista \| Ciclista \| Equipo \| Tiempo \| \| \| --------------------- \| --------------------- \| --------------------- \| --------------------- \| --------------------- \| \| 1.º \| Adam Yates \| Mitchelton-Scott \| 34 h 44 min 52 s \| \| \| 2.º \| Primož Roglič \| Jumbo-Visma \| + 3 s \| \| \| 3.º \| Guillaume Martin \| Cofidis \| + 9 s \| \| \| 4.º \| Romain Bardet \| AG2R La Mondiale \| + 11 s \| \| \| 5.º \| Egan Bernal \| Ineos Grenadiers \| + 13 s \| \| \| 6.º \| Nairo Quintana \| Arkéa-Samsic \| + 13 s \| \| \| 7.º \| Miguel Ángel López \| Astana \| + 13 s \| \| \| 8.º \| Rigoberto Urán \| EF Pro Cycling \| + 13 s \| \| \| 9.º \| Tadej Pogačar \| UAE Team Emirates \| + 48 s \| \| \| 10.º \| Enric Mas \| Movistar Team \| + 1 min 00 s \| \| |                    |                   |                  |
| |                    |                   |                  |
| Fuente: ProCyclingStats |                    |                   |                  |
| Clasificación general |                    |                   |                  |
| Ciclista | Ciclista           | Equipo            | Tiempo           |
| 1.º | Adam Yates         | Mitchelton-Scott  | 34 h 44 min 52 s |
| 2.º | Primož Roglič      | Jumbo-Visma       | + 3 s            |
| 3.º | Guillaume Martin   | Cofidis           | + 9 s            |
| 4.º | Romain Bardet      | AG2R La Mondiale  | + 11 s           |
| 5.º | Egan Bernal        | Ineos Grenadiers  | + 13 s           |
| 6.º | Nairo Quintana     | Arkéa-Samsic      | + 13 s           |
| 7.º | Miguel Ángel López | Astana            | + 13 s           |
| 8.º | Rigoberto Urán     | EF Pro Cycling    | + 13 s           |
| 9.º | Tadej Pogačar      | UAE Team Emirates | + 48 s           |
| 10.º | Enric Mas          | Movistar Team     | + 1 min 00 s     |

### Clasificación por puntos(Maillot Vert)
| Clasificación por puntos | Clasificación por puntos | Clasificación por puntos         | Clasificación por puntos | Clasificación por puntos |
| Ciclista                 | Ciclista                 | Equipo                           | Puntos                   |                          |
| ------------------------ | ------------------------ | -------------------------------- | ------------------------ | ------------------------ |
| 1.º                      | Peter Sagan              | Bora-Hansgrohe                   | 138 pts                  |                          |
| 2.º                      | Sam Bennett              | Deceuninck-Quick Step            | 131 pts                  |                          |
| 3.º                      | Wout van Aert            | Jumbo-Visma                      | 106 pts                  |                          |
| 4.º                      | Bryan Coquard            | B&B Hotels-Vital Concept p/b KTM | 106 pts                  |                          |
| 5.º                      | Alexander Kristoff       | UAE Team Emirates                | 93 pts                   |                          |
| 6.º                      | Matteo Trentin           | CCC Team                         | 91 pts                   |                          |
| 7.º                      | Julian Alaphilippe       | Deceuninck-Quick Step            | 82 pts                   |                          |
| 8.º                      | Caleb Ewan               | Lotto-Soudal                     | 75 pts                   |                          |
| 9.º                      | Greg Van Avermaet        | CCC Team                         | 64 pts                   |                          |
| 10.º                     | Cees Bol                 | Team Sunweb                      | 62 pts                   |                          |

### Clasificación de la montaña(Maillot à Pois Rouges)
| Clasificación de la montaña | Clasificación de la montaña | Clasificación de la montaña      | Clasificación de la montaña | Clasificación de la montaña |
| Ciclista                    | Ciclista                    | Equipo                           | Puntos                      |                             |
| --------------------------- | --------------------------- | -------------------------------- | --------------------------- | --------------------------- |
| 1.º                         | Benoît Cosnefroy            | AG2R La Mondiale                 | 35 pts                      |                             |
| 2.º                         | Nans Peters                 | AG2R La Mondiale                 | 31 pts                      |                             |
| 3.º                         | Ilnur Zakarin               | CCC Team                         | 25 pts                      |                             |
| 4.º                         | Toms Skujiņš                | Trek-Segafredo                   | 24 pts                      |                             |
| 5.º                         | Quentin Pacher              | B&B Hotels-Vital Concept p/b KTM | 20 pts                      |                             |
| 6.º                         | Neilson Powless             | EF Pro Cycling                   | 14 pts                      |                             |
| 7.º                         | Carlos Verona               | Movistar Team                    | 14 pts                      |                             |
| 8.º                         | Michael Gogl                | NTT Pro Cycling                  | 12 pts                      |                             |
| 9.º                         | Nicolas Roche               | Team Sunweb                      | 11 pts                      |                             |
| 10.º                        | Primož Roglič               | Jumbo-Visma                      | 10 pts                      |                             |

### Clasificación del mejor joven(Maillot Blanc)
| Clasificación del mejor joven | Clasificación del mejor joven | Clasificación del mejor joven | Clasificación del mejor joven | Clasificación del mejor joven |
| Ciclista                      | Ciclista                      | Equipo                        | Tiempo                        |                               |
| ----------------------------- | ----------------------------- | ----------------------------- | ----------------------------- | ----------------------------- |
| 1.º                           | Egan Bernal                   | Ineos Grenadiers              | 34 h 45 min 05 s              |                               |
| 2.º                           | Tadej Pogačar                 | UAE Team Emirates             | + 35 s                        |                               |
| 3.º                           | Enric Mas                     | Movistar Team                 | + 47 s                        |                               |
| 4.º                           | Sergio Higuita                | EF Pro Cycling                | + 2 min 35 s                  |                               |
| 5.º                           | Neilson Powless               | EF Pro Cycling                | + 31 min 36 s                 |                               |
| 6.º                           | Daniel Felipe Martínez        | EF Pro Cycling                | + 33 min 20 s                 |                               |
| 7.º                           | Harold Tejada                 | Astana                        | + 35 min 25 s                 |                               |
| 8.º                           | Valentin Madouas              | Groupama-FDJ                  | + 46 min 01 s                 |                               |
| 9.º                           | Lennard Kämna                 | Bora-Hansgrohe                | + 49 min 49 s                 |                               |
| 10.º                          | David Gaudu                   | Groupama-FDJ                  | + 53 min 22 s                 |                               |

### Clasificación por equipos(Classement par Équipe)
| Clasificación por equipos | Clasificación por equipos | Clasificación por equipos | Clasificación por equipos |
| Equipo                    | Equipo                    | Tiempo                    |                           |
| ------------------------- | ------------------------- | ------------------------- | ------------------------- |
| 1.º                       | EF Pro Cycling            | 104 h 12 min 30 s         |                           |
| 2.º                       | Trek-Segafredo            | + 1 min 35 s              |                           |
| 3.º                       | Movistar Team             | + 2 min 34 s              |                           |
| 4.º                       | AG2R La Mondiale          | + 13 min 21 s             |                           |
| 5.º                       | Jumbo-Visma               | + 21 min 35 s             |                           |
| 6.º                       | Bahrain McLaren           | + 21 min 40 s             |                           |
| 7.º                       | Astana                    | + 22 min 28 s             |                           |
| 8.º                       | Ineos Grenadiers          | + 22 min 56 s             |                           |
| 9.º                       | Mitchelton-Scott          | + 34 min 10 s             |                           |
| 10.º                      | UAE Team Emirates         | + 40 min 16 s             |                           |

## Abandonos
- Giacomo Nizzolo por una lesión en la rodilla.[2]
- Diego Rosa por una caída durante la etapa que le causó una fractura de clavícula.[3]
- Lilian Calmejane por problemas físicos como consecuencia de varias caídas sufridas en días anteriores.[4]
- William Bonnet.[5]